# سلطان کمدی
سلطان کمدی (به انگلیسی: The King of Comedy) فیلمی آمریکایی در ژانر کمدی سیاه به کارگردانی مارتین اسکورسیزی است که در سال ۱۹۸۳ منتشر شد. رابرت دنیرو و جری لوییس ستارگان فیلم هستند. این فیلم نامزد نخل طلایی جشنواره فیلم کن شد.

## بازیگران
- رابرت دنیرو در نقش روپرت پاپکین[۴]
- جری لوئیس در نقش جری لنگفورد[۴]
- ساندرا برنارد در نقش ماشا
- دایان ابوت در نقش ریتا کین

## داستان
«روپرت پاپکین» (رابرت دنیرو) برای رسیدن به آرزویش که تبدیل شدن به یک کمدین تلویزیونی است، هر راهی را برای نزدیک شدن به بُت خویش، «جری لانگ‌فورد» (جری لوئیس) می‌آزماید و در این حال دوباره با «ریتا» (دایان ابوت)، آشنائی قدیمی که اینک در یک کافه مشغول به کار است برخورد می‌کند. او سرانجام پی می‌برد که «جری» علاقه‌ای به برنامه او یا آینده‌اش ندارد.
در اینجا «روپرت» به کمک یکی دیگر از علاقه‌مندان برنامه‌های «جری» به نام «ماشا» (ساندرا برنارد)، او را می‌رباید و بهای آزادی‌اش را حضور در نمایش «جری» اعلام می‌کند. سرانجام او به استودیوی تلویزیونی راه می‌یابد تا تک‌گوئی کمیک خود را اجرا کند. «جری» نیز با کلک از دست «ماشا» خلاص می‌شود. «روپرت» با مأموران اف‌بی‌آی به کافه «ریتا» می‌رود و در آنجا برنامه خودش را می‌بیند.
او به شش سال حبس محکوم شد ولی پس از دو سال و نه ماه از زندان بیرون می‌آید. در این فاصله ظاهراً چهره مشهوری شده و او را در حال اجرای نمایش تلویزیونی خودش می‌بینیم.

## تولید
پس از اتمام فیلم گاو خشمگین، اسکورسیزی به فکر بازنشستگی از ساخت فیلم‌های بلند و روی آوردن به مستندسازی افتاد، زیرا احساس «عدم رضایت» داشت و هنوز به «آرامش درونی» نرسیده بود. با این حال، او مشتاق بود تا پروژه مورد علاقه‌اش، آخرین وسوسه مسیح را کارگردانی کند و می‌خواست دنیرو در نقش حضرت مسیح بازی کند. دنیرو علاقه‌ای به این نقش نداشت و ترجیح می‌داد همکاری بعدی آنها یک کمدی باشد. او حقوق فیلمنامه‌ای از پل دی. زیمرمن، منتقد سینما را خریده بود.
در ۷ مارس ۱۹۷۹، مایکل چیمینو به عنوان کارگردان پادشاه کمدی معرفی شد، اما در ۱۰ نوامبر به دلیل تعلل چیمینو در فرآیند تدوین فیلم دروازه بهشت، اسکورسیزی جایگزین او شد. باب فوسی نیز به طور مختصر کارگردانی این فیلم را در نظر گرفت و اندی کافمن را برای نقش روپرت پاپکین، ساندرا برنهارد را برای نقش ماشا و سامی دیویس جونیور را برای نقش جری لنگفورد پیشنهاد داد. در نسخه اولیه‌ای که فوسی خوانده بود، شخصیت لنگفورد میزبان خودشیفته و ریاکار برنامه‌های خیریه ۲۴ ساعته تلویزیونی بود، مشابه برنامه‌های سالانه جری لوئیس. در نهایت، فوسی از این پروژه گذشت تا ستاره ۸۰ را کارگردانی کند و شخصیت لنگفورد از میزبان برنامه خیریه به میزبان برنامه آخر شب تغییر کرد.
اسکورسیزی درگیر این موضوع بود که آیا می‌تواند پروژه دیگری را به ویژه با اعتصاب قریب‌الوقوع اتحادیه نویسندگان آمریکا آغاز کند. تهیه‌کننده، آرنون میلچان تلاش کرد با فیلمبرداری کامل در نیویورک، پروژه را از دخالت هالیوود دور نگه دارد و معتقد بود با مشارکت یک شرکت فیلمسازی کوچک‌تر می‌تواند آن را به موقع تحویل دهد.
پس از تحسین منتقدان برای سبک فیلمبرداری گاو خشمگین، اسکورسیزی احساس کرد پادشاه کمدی نیاز به یک سبک سینمایی خام‌تر دارد که از سینمای اولیه صامت الهام گرفته باشد، با نماهای ثابت بیشتر و کلوزآپ‌های دراماتیک کمتر. اسکورسیزی اشاره کرده که فیلم زندگی یک آتش‌نشان آمریکایی (۱۹۰۳) اثر ادوین اس. پورتر تأثیر زیادی بر سبک بصری پادشاه کمدی داشته است. او صحنه‌ها را بارها فیلمبرداری کرد و دو هفته صرف بازفیلمبرداری یک صحنه برای تکمیل آن شد که منجر به حجم زیادی فیلم برای تدوین شد.

## فهرست‌های منتقدان
- راجر ایبرت در نقد خود به این کمدی سیاه اسکورسیزی سه ستاره از ۴ ستاره داد.
- خلاقیت اسکورسیزی در ساخت چنین فیلمی در طول زمان توسط کارگردانان بزرگی مورد ستایش قرار گرفت که می‌توان به قرار گرفتن این فیلم در لیست محبوبترین فیلم‌های عمر کارگردانان تحسین شده بزرگی نظیر آکیرا کوروساوای فقید یا ویم وندرس آلمانی نام برد.
- در فهرست ۵۰۰ فیلم برتر تاریخ سینما مجله مجله (رتبه ۸۷)
- ۱۰۰۱ فیلمی که پیش از مرگ باید دید.
- در فهرست ۱۰۰ فیلم بزرگ تمام تاریخ مجله توتال فیلم (# ۸۵)